# Rosanna Munter
Rosanna „Rosie“ Bella Victoria Eriksdotter Munter (* 26. September 1987 in Stockholm) ist eine schwedische Schauspielerin und Sängerin, die in dem Kinderfilm Eva und Adam – Vier Geburtstage und ein Fiasko in der Rolle der Petra bekannt wurde.
Munter war Mitglied der schwedischen Girlgroup Play, die von 2001 bis 2005 vier Alben herausbrachte und 2002 mit Us Against The World einen internationalen Hit hatte, der es auch in die deutschen Charts auf Platz 55 schaffte. Die Gruppe war vor allem in den USA erfolgreich und trat unter anderem als Vorgruppe von Destiny’s Child auf. Außerdem arbeitet Munter als Model in New York City.